# Campionato F3 FIDAF 2016
L'F3 2016 è la 5ª edizione del campionato di flag football femminile organizzato dalla FIDAF. La stagione è iniziata il 7 maggio 2016 e terminerà il 10 luglio 2016.

## Squadre partecipanti
| Club                   | Città    |
| ---------------------- | -------- |
| Black Matas Messina    | Messina  |
| Cudere Grosseto        | Grosseto |
| Lionesses Trabia       | Trabia   |
| Lynx 65ers Arona       | Arona    |
| Morrigans Palermo      | Palermo  |
| Panthers Parma         | Parma    |
| Pink Elephants Catania | Catania  |
| Ranzide Trieste        | Trieste  |
| Vipers Girls Modena    | Modena   |

### Gironi
| Girone Continentale | Girone Isole           |
| ------------------- | ---------------------- |
| Cudere Grosseto     | Black Matas Messina    |
| Lynx 65ers Arona    | Morrigans Palermo      |
| Panthers Parma      | Pink Elephants Catania |
| Ranzide Trieste     | Lionesses Trabia       |
| Vipers Girls Modena |                        |

## Calendario

### 1ª giornata - Divisionale Continentale
| Modena 17 aprile 2016, ore 10:15 | Lynx 65ers Arona | 46 – 6 | Vipers Girls Modena | Polisportiva Saliceta S. Giuliano - Campo 1 |

| Modena 17 aprile 2016, ore 10:15 | Cudere Grosseto | 7 – 33 | Panthers Parma | Polisportiva Saliceta S. Giuliano - Campo 2 |

| Modena 17 aprile 2016, ore 11:30 | Lynx 65ers Arona | 13 – 39 | Ranzide Trieste | Polisportiva Saliceta S. Giuliano - Campo 1 |

| Modena 17 aprile 2016, ore 11:30 | Vipers Girls Modena | 0 – 6 | Cudere Grosseto | Polisportiva Saliceta S. Giuliano - Campo 2 |

| Modena 17 aprile 2016, ore 13:45 | Ranzide Trieste | 22 – 20 | Panthers Parma | Polisportiva Saliceta S. Giuliano - Campo 1 |

| Modena 17 aprile 2016, ore 13:45 | Cudere Grosseto | 25 – 12 | Lynx 65ers Arona | Polisportiva Saliceta S. Giuliano - Campo 2 |

| Modena 17 aprile 2016, ore 15:00 | Ranzide Trieste | 37 – 6 | Cudere Grosseto | Polisportiva Saliceta S. Giuliano - Campo 2 |

| Modena 17 aprile 2016, ore 15:30 | Vipers Girls Modena | 6 – 40 | Panthers Parma | Polisportiva Saliceta S. Giuliano - Campo 1 |

| Modena 17 aprile 2016, ore 16:45 | Vipers Girls Modena | 2 – 44 | Ranzide Trieste | Polisportiva Saliceta S. Giuliano - Campo 1 |

| Modena 17 aprile 2016, ore 16:45 | Panthers Parma | 46 – 25 | Lynx 65ers Arona | Polisportiva Saliceta S. Giuliano - Campo 2 |

### 2ª giornata - Divisionale Isole
| Palermo 7 maggio 2016, ore 16:30 | Morrigans Palermo | 31 – 6 | Lionesses Trabia | Impianto Sportivo Luis Ribolla |

| Palermo 7 maggio 2016, ore 16:30 | Pink Elephants Catania | 40 – 0 | Black Matas Messina | Impianto Sportivo Luis Ribolla |

| Palermo 7 maggio 2016, ore 17:45 | Lionesses Trabia | 6 – 18 | Black Matas Messina | Impianto Sportivo Luis Ribolla |

| Palermo 7 maggio 2016, ore 17:45 | Morrigans Palermo | 14 – 37 | Pink Elephants Catania | Impianto Sportivo Luis Ribolla |

| Palermo 7 maggio 2016, ore 19:00 | Lionesses Trabia | 6 – 49 | Pink Elephants Catania | Impianto Sportivo Luis Ribolla |

| Palermo 7 maggio 2016, ore 19:00 | Morrigans Palermo | 8 – 0 | Black Matas Messina | Impianto Sportivo Luis Ribolla |

### 3ª giornata - Divisionale Isole
| Catania 5 giugno 2016, ore 12:00 | Morrigans Palermo | 14 – 7 | Lionesses Trabia | CUS Catania |

| Catania 5 giugno 2016, ore 12:00 | Pink Elephants Catania | 40 – 0 | Black Matas Messina | CUS Catania |

| Catania 5 giugno 2016, ore 13:30 | Black Matas Messina | 6 – 20 | Lionesses Trabia | CUS Catania |

| Catania 5 giugno 2016, ore 13:30 | Pink Elephants Catania | 21 – 0 | Morrigans Palermo | CUS Catania |

| Catania 5 giugno 2016, ore 15:00 | Pink Elephants Catania | 25 – 7 | Lionesses Trabia | CUS Catania |

| Catania 5 giugno 2016, ore 15:00 | Black Matas Messina | 6 – 20 | Morrigans Palermo | CUS Catania |

### 4ª giornata - Divisionale Continentale
| Rivarolo 12 giugno 2016, ore 10:15 | Ranzide Trieste | 41 – 0 | Vipers Girls Modena | USD Torrile |

| Rivarolo 12 giugno 2016, ore 10:15 | Lynx 65ers Arona | 12 – 25 | Panthers Parma | USD Torrile |

| Rivarolo 12 giugno 2016, ore 11:30 | Panthers Parma | 19 – 6 | Ranzide Trieste | USD Torrile |

| Rivarolo 12 giugno 2016, ore 11:30 | Lynx 65ers Arona | 33 – 6 | Cudere Grosseto | USD Torrile |

| Rivarolo 12 giugno 2016, ore 13:45 | Ranzide Trieste | 46 – 6 | Lynx 65ers Arona | USD Torrile |

| Rivarolo 12 giugno 2016, ore 13:45 | Cudere Grosseto | 25 – 0 | Vipers Girls Modena | USD Torrile |

| Rivarolo 12 giugno 2016, ore 15:00 | Cudere Grosseto | 0 – 34 | Ranzide Trieste | USD Torrile |

| Rivarolo 12 giugno 2016, ore 15:00 | Panthers Parma | 36 – 0 | Vipers Girls Modena | USD Torrile |

| Rivarolo 12 giugno 2016, ore 16:15 | Vipers Girls Modena | 6 – 26 | Lynx 65ers Arona | USD Torrile |

| Rivarolo 12 giugno 2016, ore 16:15 | Panthers Parma | 33 – 6 | Cudere Grosseto | USD Torrile |

### 5ª giornata - Divisionale Isole
| Mili Marina 18 giugno 2016, ore 15:00 | Black Matas Messina | 0 – 39 | Morrigans Palermo | C.S. SSD Garden Sport Messina - Campo 1 |

| Mili Marina 18 giugno 2016, ore 15:00 | Lionesses Trabia | 6 – 37 | Pink Elephants Catania | C.S. SSD Garden Sport Messina - Campo 2 |

| Mili Marina 18 giugno 2016, ore 16:30 | Morrigans Palermo | 0 – 6 | Pink Elephants Catania | C.S. SSD Garden Sport Messina - Campo 2 |

| Mili Marina 18 giugno 2016, ore 16:30 | Black Matas Messina | 6 – 32 | Lionesses Trabia | C.S. SSD Garden Sport Messina - Campo 1 |

| Mili Marina 18 giugno 2016, ore 18:00 | Lionesses Trabia | 6 – 15 | Morrigans Palermo | C.S. SSD Garden Sport Messina - Campo 2 |

| Mili Marina 18 giugno 2016, ore 18:00 | Black Matas Messina | 0 – 42 | Pink Elephants Catania | C.S. SSD Garden Sport Messina - Campo 1 |

### 6ª giornata - Interdivisionali
| Cesena 9 luglio 2016, ore 9:30 | Ranzide Trieste | 47 – 13 | Lionesses Trabia | Stadio del Rugby - Campo 2 |

| Cesena 9 luglio 2016, ore 9:30 | Morrigans Palermo | – | Cudere Grosseto | Stadio del Rugby - Campo 3 |

| Cesena 9 luglio 2016, ore 9:30 | Panthers Parma | – | Black Matas Messina | Stadio del Rugby - Campo 1 |

| Cesena 9 luglio 2016, ore 10:45 | Lynx 65ers Arona | – | Lionesses Trabia | Stadio del Rugby - Campo 1 |

| Cesena 9 luglio 2016, ore 10:45 | Vipers Girls Modena | – | Morrigans Palermo | Stadio del Rugby - Campo 3 |

| Cesena 9 luglio 2016, ore 10:45 | Cudere Grosseto | – | Pink Elephants Catania | Stadio del Rugby - Campo 2 |

| Cesena 9 luglio 2016, ore 12:30 | Ranzide Trieste | 34 – 12 | Morrigans Palermo | Stadio del Rugby - Campo 2 |

| Cesena 9 luglio 2016, ore 12:30 | Vipers Girls Modena | – | Lionesses Trabia | Stadio del Rugby - Campo 3 |

| Cesena 9 luglio 2016, ore 12:30 | Panthers Parma | – | Pink Elephants Catania | Stadio del Rugby - Campo 1 |

| Cesena 9 luglio 2016, ore 13:45 | Lynx 65ers Arona | – | Black Matas Messina | Stadio del Rugby - Campo 3 |

| Cesena 9 luglio 2016, ore 13:45 | Pink Elephants Catania | – | Vipers Girls Modena | Stadio del Rugby - Campo 1 |

| Cesena 10 luglio 2016, ore 8:00 | Pink Elephants Catania | 6 – 27 | Ranzide Trieste | Stadio del Rugby - Campo 2 |

| Cesena 10 luglio 2016, ore 8:00 | Black Matas Messina | – | Vipers Girls Modena | Stadio del Rugby - Campo 3 |

| Cesena 10 luglio 2016, ore 8:00 | Morrigans Palermo | – | Panthers Parma | Stadio del Rugby - Campo 1 |

| Cesena 10 luglio 2016, ore 9:15 | Lionesses Trabia | – | Cudere Grosseto | Stadio del Rugby - Campo 1 |

| Cesena 10 luglio 2016, ore 9:15 | Black Matas Messina | 0 – 40 | Ranzide Trieste | Stadio del Rugby - Campo 2 |

| Cesena 10 luglio 2016, ore 9:15 | Morrigans Palermo | – | Lynx 65ers Arona | Stadio del Rugby - Campo 3 |

| Cesena 10 luglio 2016, ore 10:30 | Cudere Grosseto | – | Black Matas Messina | Stadio del Rugby - Campo 3 |

| Cesena 10 luglio 2016, ore 10:30 | Lionesses Trabia | – | Panthers Parma | Stadio del Rugby - Campo 1 |

| Cesena 10 luglio 2016, ore 10:30 | Pink Elephants Catania | – | Lynx 65ers Arona | Stadio del Rugby - Campo 2 |

### Classifica della regular season
Le classifiche della regular season sono le seguenti:
- PCT = percentuale di vittorie, G = partite giocate, V = partite vinte, P = partite perse, PF = punti fatti, PS = punti subiti
- La qualificazione diretta alla finale è indicata in giallo

#### Girone Continentale
| Pos. | Squadra             | PCT  | G | V | P | PF  | PS  |
| ---- | ------------------- | ---- | - | - | - | --- | --- |
| 1    | Ranzide Trieste     | .875 | 8 | 7 | 1 | 269 | 66  |
| 2    | Panthers Parma      | .875 | 8 | 7 | 1 | 252 | 84  |
| 3    | Lynx 65ers Arona    | .375 | 8 | 3 | 5 | 173 | 199 |
| 4    | Cudere Grosseto     | .375 | 8 | 3 | 5 | 81  | 182 |
| 5    | Vipers Girls Modena | .000 | 8 | 0 | 8 | 20  | 264 |

#### Girone Isole
| Pos. | Squadra                | PCT   | G | V | P | PF  | PS  |
| ---- | ---------------------- | ----- | - | - | - | --- | --- |
| 1    | Pink Elephants Catania | 1.000 | 9 | 9 | 0 | 297 | 33  |
| 2    | Morrigans Palermo      | .667  | 9 | 6 | 3 | 141 | 89  |
| 3    | Lionesses Trabia       | .222  | 9 | 2 | 7 | 96  | 201 |
| 4    | Black Matas Messina    | .111  | 9 | 1 | 8 | 36  | 247 |

## Finali

### Finale 7º-8º posto
| Cesena 10 luglio 2016 | TBD | – | TBD | Stadio del Rugby |

### Finale 5º-6º posto
| Cesena 10 luglio 2016 | TBD | – | TBD | Stadio del Rugby |

### Finale 3º-4º posto
| Cesena 10 luglio 2016 | TBD | – | TBD | Stadio del Rugby |

### Finale
| Cesena 10 luglio 2016 | Ranzide Trieste | 16 – 14 | Pink Elephants Catania | Stadio del Rugby |